# Berliner Brücke (Duisburg)

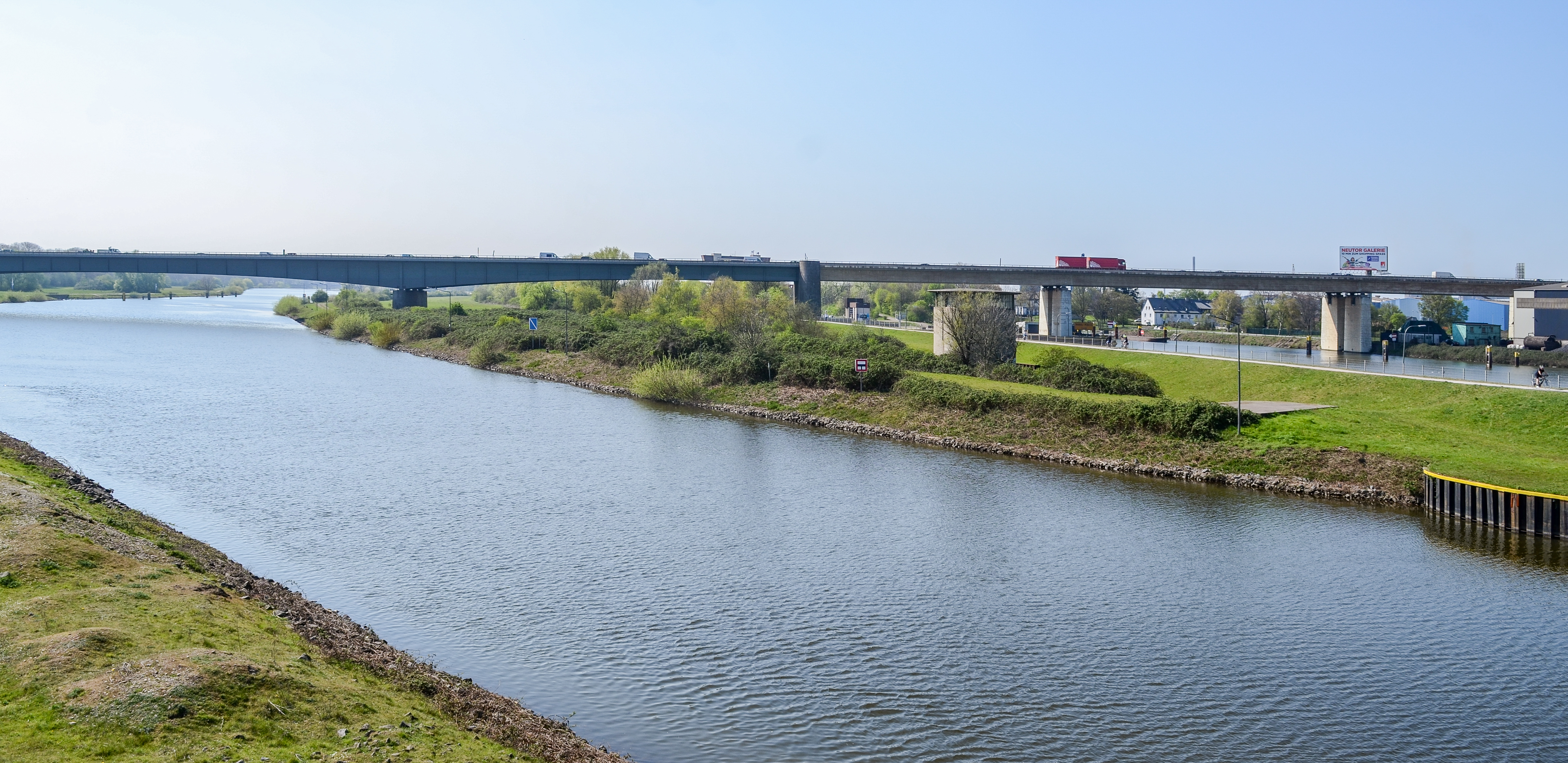
Ansicht von Osten, links ein Teil der Ruhrbrücke aus Stahl, rechts die Rhein-Herne-Kanalbrücke aus Spannbeton

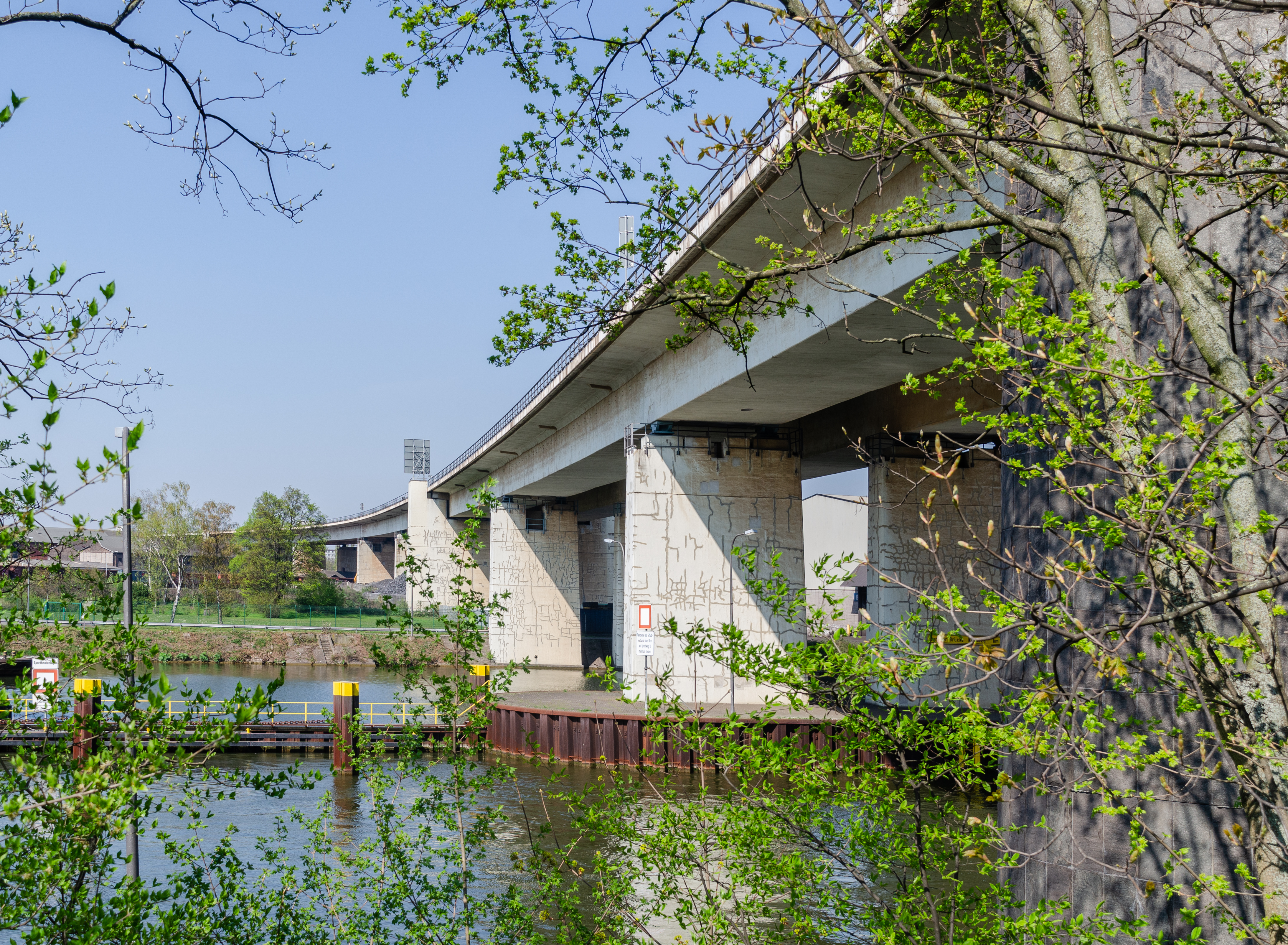
Rhein-Herne-Kanalbrücke an der Schleuse Meiderich

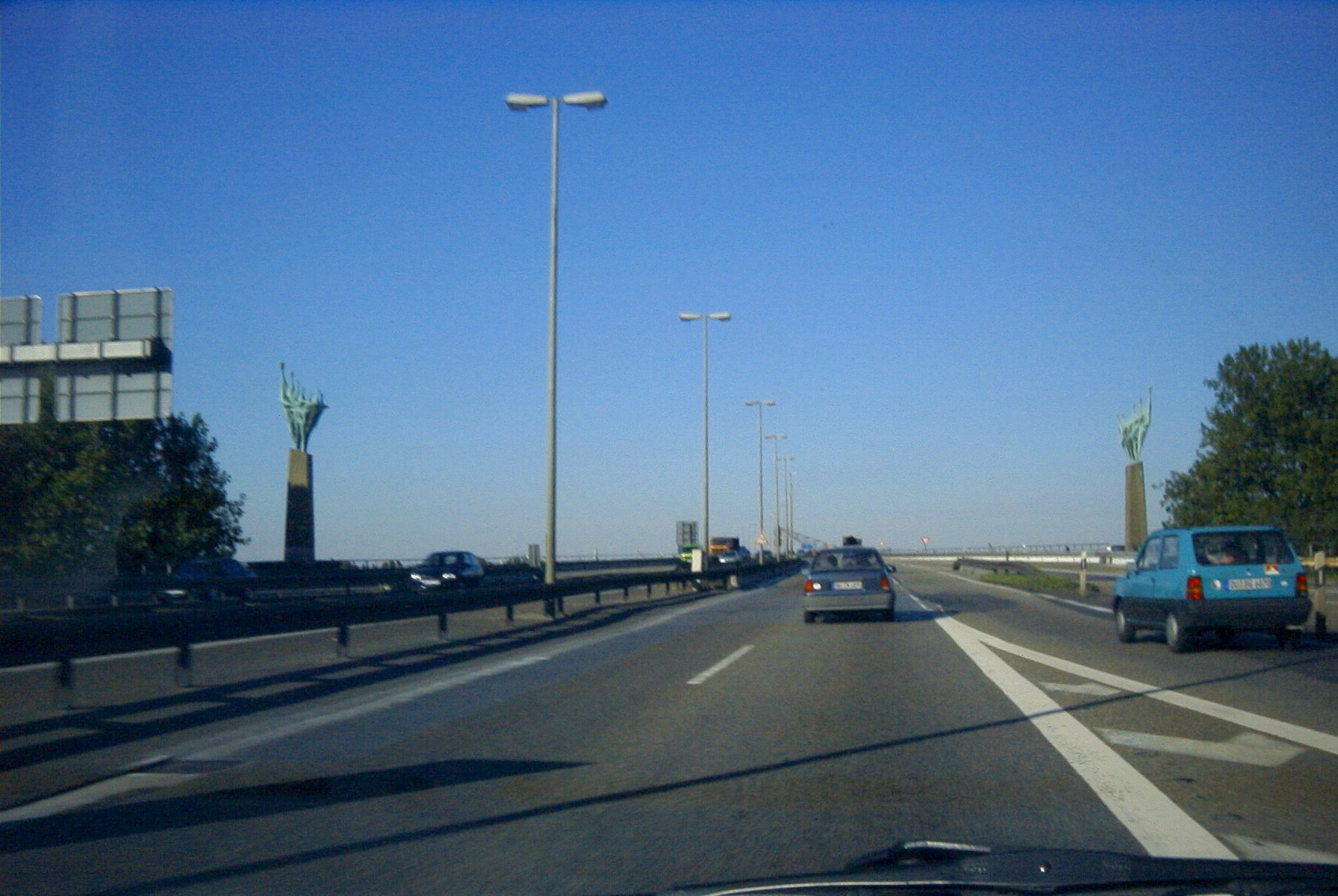
Doppelplastik „Begegnungen“ an der südlichen Rampe in Duissern

Die Berliner Brücke in Duisburg ist mit einer Länge von 1.824 Metern die sechstlängste Straßenbrücke Deutschlands.

## Geschichte
Nach dem Ende des Zweiten Weltkriegs wurde Duisburg zur autofreundlichen Stadt entwickelt. Die Brücke ist ein Teil der Nord-Süd-Straße, der ersten Stadtautobahn (West-)Deutschlands, heute ein Teilstück der Bundesautobahn 59. Da vonseiten des Bundes auf die finanzielle Unterstützung des Projekts verzichtet wurde, finanzierte die Stadt den Bau der Straße in Eigenregie. Bereits 1960 wurden die Verantwortlichen in West-Berlin auf das Bauprojekt aufmerksam. Am 8. Juli 1960 besuchte der damalige Regierende Bürgermeister von Berlin, Willy Brandt, die Grundsteinlegung.
Willy Brandt eröffnete die Berliner Brücke am 6. September 1963 nach dreijähriger Bauzeit. Als Zeichen der Verbundenheit mit den Einwohnern von Berlin erhielt sie den Namen „Berliner Brücke“, was auch durch die Doppelplastik „Begegnungen“ der Berliner Künstlerin Ursula Hanke-Förster am südlichen Brückenende ausgedrückt wird. Diese zeigt zwei stilisierte Gruppen von Menschen, welche sich – durch die neugebaute Straße getrennt – gegenseitig zuwinken.
Der Bau der Brücke war mit einigen Schwierigkeiten verbunden. So bemängelte die Duisburger Lokalpresse die Verzögerung der Einweihung um ein halbes Jahr. Die veranschlagte Gesamtsumme für den Bau – 49.942.000 DM – wurde dabei nicht überschritten.

## Verlauf
Die nördliche Rampe beginnt in Duisburg-Meiderich. Die Brücke überquert das Gebiet der Duisburg-Ruhrorter Häfen, den Rhein-Herne-Kanal und die Ruhr. Somit verbindet sie den nördlichen mit dem südlichen Teil Duisburgs auf der rechten Rheinseite. In Duisburg-Duissern befindet sich die südliche Rampe.
Das Bauwerk wird amtlich als mehrere Brücken geführt (von Nord nach Süd):
| Brücke                  | Länge in m | Konstruktionsart |
| ----------------------- | ---------- | ---------------- |
| Stadtparkbrücke         | 328,15     | Spannbeton       |
| Güterbahnhofsbrücke     | 314,34     | Stahl            |
| Hafenbeckenbrücke       | 274,17     | Stahl            |
| Industriebrücke         | 316,32     | Spannbeton       |
| Rhein-Herne-Kanalbrücke | 219,13     | Spannbeton       |
| Ruhrbrücke              | 347,30     | Stahl            |
| Ruhrdeichbrücke         | 024,97     | Stahlbeton       |

Der Teil, der den Rhein-Herne-Kanal überquert, die Kanalbrücke, wurde als Kastenträger mit Spannbeton errichtet. Die Stützweiten über dem Kanal betragen 67,65 + 84,80 + 66,68 m, die Breite beträgt für jeden Überbau 12,25 m.
Der Ruhrabschnitt der Brücke liegt bei Ruhrkilometer 4,316 und 4,324. Er ist ein Kastenträger aus den Baustählen St52 und St37. Die Stützweiten betragen über der Ruhr 89,91 + 150 + 105,55 m. Über der Ruhr ist die Brücke 13,25 m und 13,75 m breit. Die Durchfahrtshöhen an der Ruhr betragen 8,92 m und 9,37 m.
Die Brücke wurde im Rahmen der Bauarbeiten zur Verbreiterung der A 59 renoviert.
Es ist geplant, im Zuge des sechsspurigen Ausbaus der A 59 zwischen dem Autobahnkreuz Duisburg und Anschlussstelle Duisburg-Marxloh die Brücke durch einen Neubau zu ersetzen. Der Baustart soll 2026 erfolgen.